# Jaszkotle
Jaszkotle (deutsch Jäschgüttel veraltet auch Fleischauern) ist ein Weiler in der Gemeinde Kąty Wrocławskie (Kanth) im Powiat Wrocławski (Kreis Breslau) in der Woiwodschaft Niederschlesien in Polen

## Lage
Nachbarorte sind Pietrzykowice (Polnisch Peterwitz) im Westen, Gądów (Alt Gandau) im Süden, Zybiszów (Siebischau) im Nordosten, Cesarzowice (Blankenau) im Osten.

## Geschichte

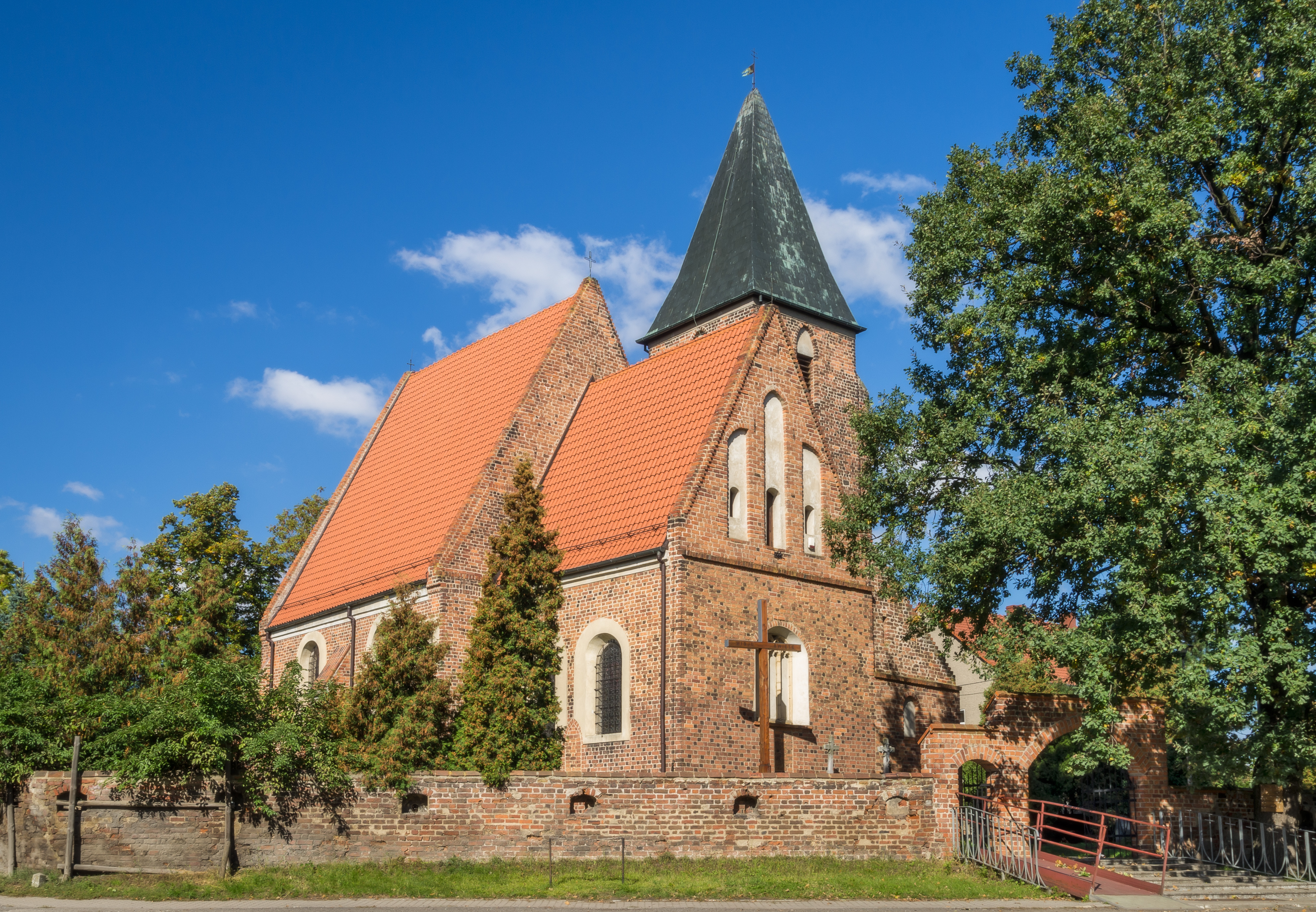
Pfarrkirche Christi Himmelfahrt

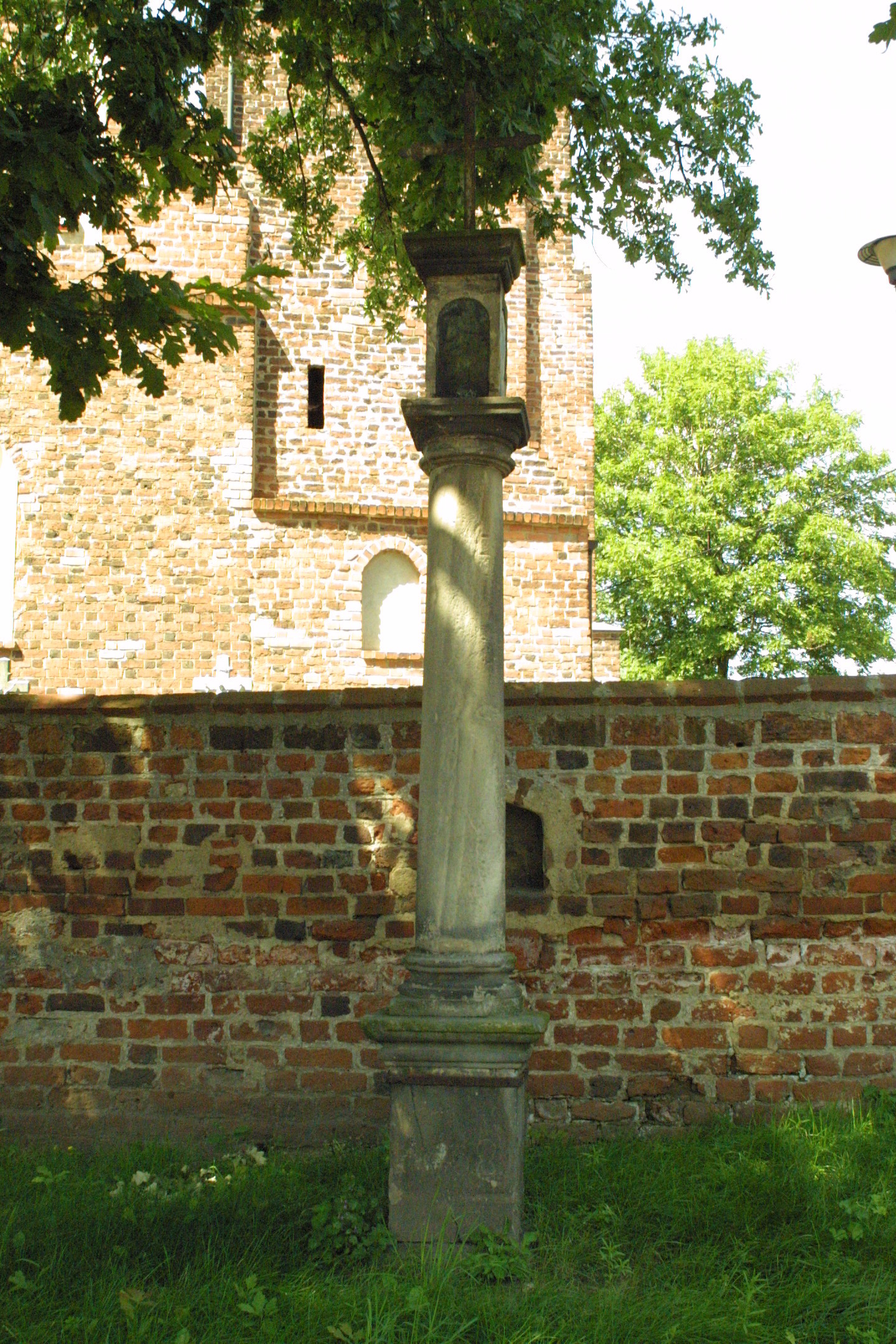
Die Pestsäule

Die Ersterwähnung erfolgte 1282 als „Jeschkotel“ nach einem Besitzer „Jeschko Qualis“. Andere Schreibweisen waren 1360 „Jeschkutil“, 1367 „Fleischoern“ und 1369 „Jeschketil“ oder „Fleischauern“. Politisch gehörte es zum Herzogtum Breslau, das von den schlesischen Piasten regiert wurde und nach dem Tod Herzogs Heinrich VI. 1335 als erledigtes Lehen an die Krone Böhmen fiel. Nach dem Ersten Schlesischen Krieg wurde Jäschgüttel mit dem größten Teil Schlesiens 1741/42 von Preußen erobert. 1845 besaß das Gut ein Herr von Walter. Damals zählte das Dorf acht Häuser, 49 Einwohner (17 evangelisch und der Rest katholisch), evangelische Kirche zu Domslau, eine katholische Pfarrkirche unter dem Patronat des Dominiums mit Widum (Adjunkt der Pfarrkirche von Groß-Schottgau), eingepfarrt: Bahra, Bischwitz, Blankenau, Polnisch-Gandau, Polnisch-Neudorf, Niederhof, Oberhof, Polnisch-Peterwitz, Pleische, Reibnitz, Schmolz, Siebischau und Zweibrodt, eine katholische Schule für die Eingepfarrten aus Pleische, Schmolz und Zweibrodt mit einem Lehrer, eine Ziegelei. Jäschgüttel gehörte bis 1945 zum Landkreis Breslau. Standesamt und Amtsbezirkssitz war in Zweibrodt, nach der Auflösung 1933 in Peterwitz (Petersweiler). Als Folge des Zweiten Weltkriegs fiel Jäschgüttel 1945 an Polen und wurde in Jaszkotle umbenannt. Die deutsche Bevölkerung wurde 1946/47 vertrieben. Die neu angesiedelten Bewohner waren zum Teil Vertriebene aus Ostpolen, das an die Sowjetunion gefallen war. Von 1975 bis 1998 gehörte Jaszkotle zur Woiwodschaft Breslau.

## Sehenswürdigkeiten
Unter Denkmalschutz stehen:
- Die Römisch-katholische Pfarrkirche Christi Himmelfahrt (polnisch kościół parafialny Wniebowstąpienia Pana Jezusa) wurde 1473 erbaut und in den folgenden Jahrhunderten mehrfach erweitert. Von 1532 bis 1653 wurde sie von evangelischen Christen genutzt. Die Ausstattung ist hauptsächlich barock.[3]
- Die Wehrmauer des Friedhofs stammt aus der ersten Hälfte des 18. Jahrhunderts
- Toskanische Pestsäule von 1668 steht vor der Friedhofsmauer der Kirche